# Латрей, Пьер Андре
Пьер Андре Латрей, устар. Латрейль (фр. Pierre André Latreille, 20 ноября 1762 — 6 февраля 1833) — французский энтомолог.
Профессор энтомологии при естественно-историческом музее в Париже и член академии наук. 31 января 1832 года Латрей в Париже основывал Энтомологическое общество Франции (Société entomologique de France), президентский пост в котором он занимал вплоть до своей смерти. После его смерти в 1833 году его сменил на этом посту Амадей Лепелетье (1770—1845).

## Биография
Изучал богословие, в 1780 году стал диаконом. В 1793 году был заключён в тюрьму. Ему угрожала казнь за отказ присягнуть на верность государству в соответствии с Гражданской конституцией духовенства (1790), принятой во время Великой французской революции (фр. Constitution civile du clergé). Перед казнью приговорённым необходимо было пройти медицинский осмотр. Когда тюремный врач осматривал заключённых, он был удивлён, обнаружив, что Латрей разглядывает жука на полу темницы. Когда Латрей (которого и сейчас считают крупнейшим французским энтомологом) объяснил, что это было редкое насекомое, идентифицировав его как Necrobia ruficollis, врач был впечатлён и отправил насекомое местному 15-летнему натуралисту Жану Батисту Бори де Сен-Венсану (в будущем ставшему натуралистом, полковником, вулканологом, путешественником и академиком). Бори де Сен-Венсан знал работы Латрея и сумел добиться освобождения его самого и одного из его сокамерников. Все остальные заключённые были казнены в течение месяца.

### Последние годы

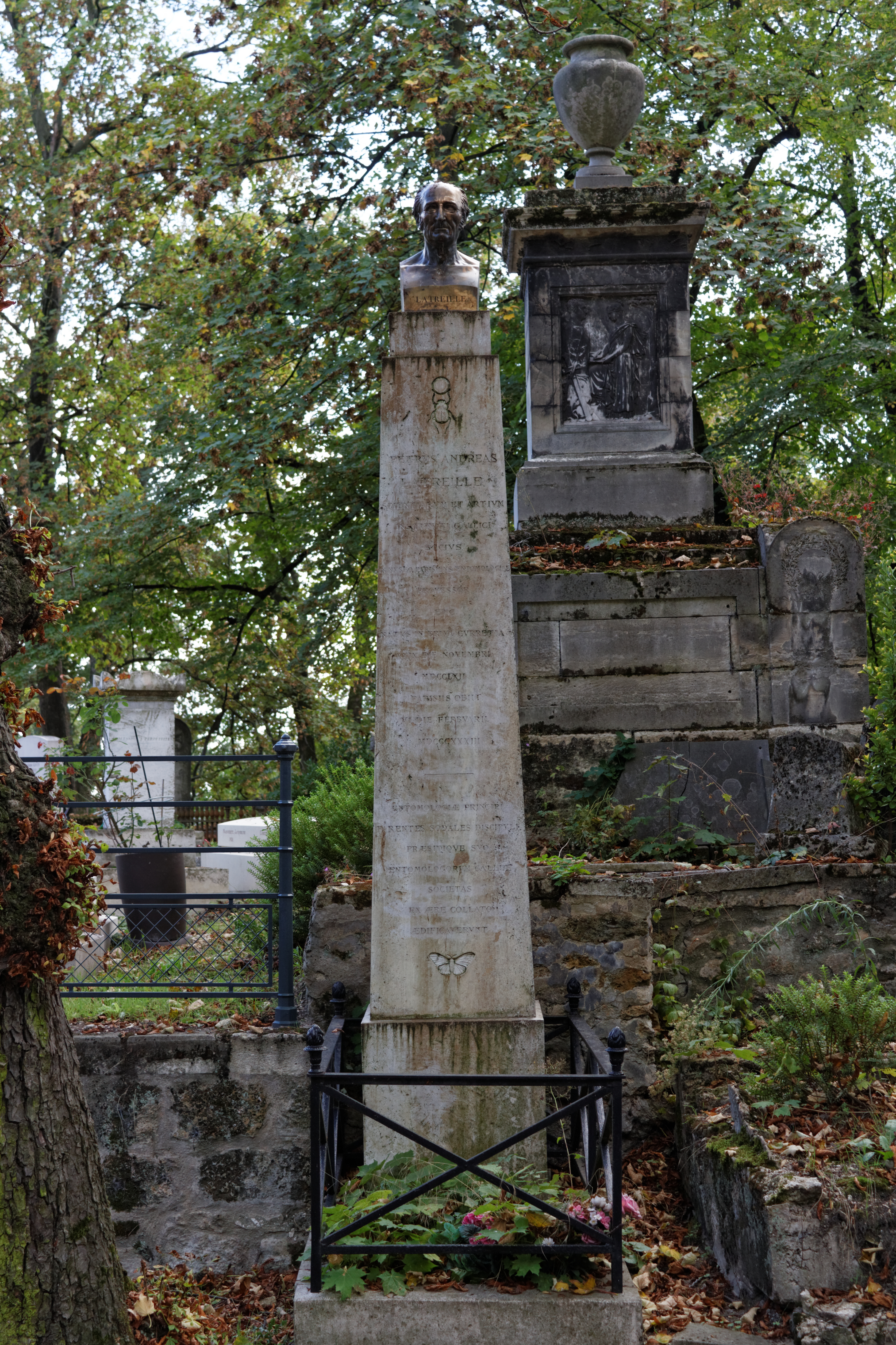
Памятник Латрею над его могилой на кладбище Пер-Лашез (39-й отдел)

С 1824 года здоровье Латрея ухудшилось. Он передал свои лекции Жану Виктору Одуэну и нанял нескольких помощников для своей исследовательской работы, в том числе Амедея Луи Мишеля Лепелетье, Жана Гийома Одине-Сервиля и Феликса Эдуарда Герен-Меневилля. Он сыграл важную роль в основании Энтомологического общества Франции и был его почетным президентом.
Жена Латрейля заболела в 1830 году и умерла в мае того же года; дата женитьбы Латрейля неясна, и его просьба об освобождении от обета безбрачия так и не была удовлетворена. Он оставил свою должность в музее 10 апреля 1832 года, чтобы переехать в деревню и тем самым избежать эпидемии холеры. Он вернулся в Париж в ноябре и умер от болезни мочевого пузыря 6 февраля 1833 года. У него не было детей, но у него осталась племянница, которую он удочерил.
Энтомологическое общество собрало деньги на оплату памятника Латрею. Он был установлен над могилой Латрея на кладбище Пер-Лашез (39-й отдел) и представлял собой 9-футовый (2,7 м) обелиск с различными надписями, в том числе с изображением жука Necrobia ruficollis, спасшего жизнь Латрею: «Necrobia ruficollis Latreillii salvator» («Necrobia ruficollis, спасительница Латрейля»).

## Вклад
Латрей написал ряд крупных работ по зоологии и энтомологии, в которых, в том числе, внёс важные усовершенствования в систему животного царства; так, он правильно выделил паукообразных, разделил на классы членистоногих, выделил хрящевых рыб, однопроходных и т. д.; важное значение имели работы Латрея по ракообразным.
Йоганн Христиан Фабриций описал его как entomologorum nostri aevi Princeps («выдающийся энтомолог нашего времени»), а Жан Виктуар Одуэн назвал его Entomologiae Princeps («принц энтомологии»).

## Награды
В 1814 году был избран академиком Французской академии наук.
В 1821 стал рыцарем ордена Почётного легиона.

## Семья
В 1782 году женился на Марии Оливье (Marie Olivier) — сестре французского натуралиста, энтомолога и ботаника Гийома Антуана Оливье. Однако в 1787 году супруга Латрея отбыла в Америку, и её судно исчезло в океане.

## Память
Как свидетельство высокого уважения к Латрейлю, ему было посвящено много книг, и в период с 1798 по 1850 год в его честь было названо до 163 видов. Таксоны, посвященные Латрейлю, включают:
- Lumbrineris latreilli Audouin & H. Milne-Edwards, 1833
- Cecrops latreillii Leach, 1816
- Apseudes latreillii (H. Milne-Edwards, 1828)
- Orbinia latreillii (Audouin & H. Milne-Edwards, 1833)
- Latreillia Roux, 1830
- Cilicaea latreillei Leach, 1818
- Bittium latreillii (Payraudeau, 1826)
- Macrophthalmus latreillei (Desmarest, 1822)
- Eurypodius latreillei Guérin, 1828
- Sphex latreillei Lepeletier de Saint Fargeau, 1831

## Важнейшие труды
- «Essai sur l’histoire des fourmis» (Брив, 1798);
- «Histoire naturelle des salamandres» (1800);
- «Hist. nat. des singes» (2 т., 1801);
- «Hist. nat. des reptiles» (вместе с Соннини, 1802; новое изд. 1826);
- «Hist. nat. des crustacé es et insectes» (14 т., 1802-5);
- «Genera crustaceorum et insectorum» (4 т., 1806-9);
- «Considerations sur l’ordre naturel des animaux etc.» (1810);
- «Mémoires sur divers sujets de l’histoire naturelle des insectes, de géographie ancienne et de chronologie» (1819);
- «Familles naturelles du règne animal» (1825);
- «Cours d’entomologie» (1831).